# Peña Sport FC
Peña Sport FC is een Spaanse voetbalclub uit Tafalla uit de autonome regio Navarra. De club komt sinds 2021 uit in de Segunda División RFEF.

## Historie
Na de promotie in 2007 komt de club voor de derde keer uit in de Segunda División B. Eerder speelde de club in 2000/01 en van 2002/03 tot en met 2004/05 op dit niveau, daarvoor voornamelijk in de Tercera División, in totaal 31 seizoenen. De hoogst behaalde positie is een 14e plaats in de Segunda B in het seizoen 2002/03.  Er komt een einde aan deze promotie na de degradatie op het einde van het seizoen 2010/11.
Op het einde van het overgangsseizoen 2020-2021 kon de ploeg een plaats afdwingen in de nieuwe reeks Segunda División RFEF.  Tijdens het seizoen 2021-2022 eindigde de ploeg echter op de allerlaatste plaats in haar reeks van het vierde niveau van het Spaans voetbal, waardoor ze vanaf seizoen 2022-2023 weer uitkomt in de Tercera División RFEF.

## Erelijst
- Tercera División

1992/93, 1993/94, 1996/97, 1998/99, 1999/00, 2005/06
CF Ardoi FE ·
Atlético Cirbonero ·
CD Baztán ·
CD Beti Onak ·
Beti Kozkor KE ·
FC Bidezarra ·
UCD Burladés ·
CD Cantolagua ·
UDC Chantrea ·
CD Corellano ·
CD Cortes ·
CD Fontellas ·
CD Huarte · 
CD Lourdes ·
CD Murchante ·
CD Pamplona ·
CD Peña Azagresa ·
Peña Sport FC · 
CD River Ega ·
AD San Juan ·
CD Subiza ·
CD Valle de Egüés ·